# Hypoestes longilabiata
Hypoestes longilabiata är en akantusväxtart som beskrevs av S. Elliot.. Hypoestes longilabiata ingår i släktet Hypoestes och familjen akantusväxter. Inga underarter finns listade i Catalogue of Life.